# 나카지마 에미
나카지마 에미(일본어: 中島 依美, 1990년 9월 27일 ~ )는 일본의 여자 축구 선수로 현재 WE리그의 마이내비 센다이에서 미드필더로 활약하고 있으며 2014년 아시안 게임 은메달, 2018년 아시안 게임 금메달 멤버이다.

## 클럽 경력

### INAC 고베 레오네사
2009년 INAC 고베 레오네사 소속으로 프로에 데뷔하여 2022년까지 13년동안 INAC 고베의 핵심 미드필더로 활약하며 나데시코 리그 디비전 1 3회 연속 우승 및 4회 준우승, 나데시코 리그컵 1회 우승 및 3회 준우승, 황후배 6회 우승 및 1회 준우승, 2012년 한일 여자 클럽 챔피언십 우승, 2012년 국제 여자 클럽 챔피언십 준우승, 2013년 국제 여자 클럽 챔피언십 우승, 2021-22 WE리그 우승 등에 기여했다.

### 마이내비 센다이
2021-22 시즌을 끝으로 13년만에 고베를 떠나 마이내비 센다이로 이적하여 2022-23 시즌 WE리그 4위의 성적을 이끌었다.

## 국가대표팀 경력

### 일본 여자 U-20 대표팀
일본 여자 U-20 대표팀 소속으로 2010년 FIFA U-20 여자 월드컵에 출전하여 잉글랜드와의 C조 조별리그 최종전에서 선제골을 터뜨리며 3-1 완승에 일조했으나 팀은 1승 2무의 멕시코와 나이지리아에 밀려 1승 1무 1패·조 3위에 머무르며 처음으로 U-20 여자 월드컵 조별리그에서 탈락했다.

### 일본 여자 A대표팀
2011년 5월 14일 여자 축구 세계 최강 미국과의 친선 경기에서 국제 A매치 데뷔전을 치른 후 서울월드컵경기장에서 열린 중국과의 2013년 EAFF 여자 동아시안컵 결승 리그 1차전에서 A매치 데뷔골을 신고하며 팀의 준우승에 일조했다.
이후 2021년 은퇴할 때까지 A매치 통산 90경기 14골을 기록하며 AFC 여자 아시안컵 2연패, 2014년 아시안 게임 은메달, 2017년 EAFF E-1 풋볼 챔피언십 준우승, 2018년 아시안 게임 금메달, 2019년 EAFF E-1 풋볼 챔피언십 우승, 2020년 하계 올림픽 8강 진출 등에 기여했다.

## 통계
| 일본 | 일본 | 일본 |
| 연도 | 출전 | 득점 |
| ---- | ---- | ---- |
| 2011 | 2    | 0    |
| 2012 | 0    | 0    |
| 2013 | 7    | 1    |
| 2014 | 12   | 4    |
| 2015 | 3    | 1    |
| 2016 | 7    | 1    |
| 2017 | 15   | 2    |
| 2018 | 19   | 4    |
| 2019 | 13   | 1    |
| 2020 | 3    | 0    |
| 2021 | 9    | 0    |
| 통산 | 90   | 14   |

## 대회 성적

### 클럽
INAC 고베 레오네사
- 나데시코 리그 디비전 1 : 우승 (2011, 2012, 2013), 준우승 (2016, 2017, 2018, 2020), 3위 (2015, 2019), 4위 (2009, 2010)
- WE리그 : 우승 (2021-22)
- 나데시코 리그컵 : 우승 (2013), 준우승 (2012, 2018, 2019), 4강 (2009, 2019)
- 황후배 : 우승 (2010, 2011, 2012, 2013, 2015, 2016), 준우승 (2018), 4강 (2010, 2017)
- 한일 여자 클럽 챔피언십 : 우승 (2012)
- 국제 여자 클럽 챔피언십 : 우승 (2013), 준우승 (2012)

마이내비 센다이
- WE리그 : 4위 (2022-23)

### 국가대표팀
일본
- AFC 여자 아시안컵 : 우승 (2014, 2018)
- 아시안 게임 : 금메달 (2018), 은메달 (2014)
- EAFF E-1 풋볼 챔피언십 : 우승 (2019), 준우승 (2013, 2017)